# 那加新加納町
那加新加納町（なかしんかのうちょう）は、岐阜県各務原市の地名。丁番を持たない単独町名である。

## 地理
各務原市の那加地区に属する。
町域の東部は那加西野町、那加西那加町、三井北町、西部は那加西浦町、南部は三井北町、那加日新町、金属団地、北部は那加大門町、那加浜見町、那加宮浦町、那加日吉町、那加西野町である。
町域には名古屋鉄道各務原線、JR高山本線が通過する。
道路
- 県道152号岐阜各務原線
- 新加納通り（旧・中山道）
- 那加メーンロード

## 歴史
江戸時代、この地域は美濃国各務郡新加納村であり、旗本坪内氏の陣屋である新加納陣屋が設置されていた。また、中山道の鵜沼宿と加納宿の間にあるこの地には間の宿（新加納宿）が存在した。
1889年（明治22年）7月1日、西市場村、更木新田、桐野村、岩地村、山後村、長塚村、前洞村、影野新田、新加納村が合併し、那加村が発足し、那加村大字新加納となる（1940年に那加村が町制施行し那加町となったことにより、那加町新加納に改称）。1963年（昭和38年）4月1日に各務原市の発足に伴い那加新加納町に改称する。
1977年（昭和52年）10月26日、那加新加納町の一部と那加長塚町の一部と那加太平町の一部で那加浜見町が、1978年（昭和53年）1月31日、那加新加納町の一部と那加長塚町の一部で那加新田町が、那加新加納町の一部と那加長塚町の一部と那加山後町の一部で那加大門町が、那加新加納町の一部で那加宮浦町が成立。
1982年（昭和57年）8月10日には那加新加納町の一部、三井町の一部、小佐野町の一部をもって金属団地が成立、1983年（昭和58年）11月1日には那加新加納町の一部をもって那加日吉町が成立。その後、那加加納町とその周囲は区画整理が行われ、那加緑町、那加萱場町、那加日新町、那加西浦町、那加神田町、那加大谷町が成立している。
2008年（平成20年）に鍋屋バイテック各務原工場跡地及び周辺の区画整理を計画、新加納土地区画整理組合が設立された。区画整理は2021年（令和3年）まで行われ、3.03haが住宅地となっている。

## 世帯数と人口
2024年（令和6年）10月1日現在の世帯数と人口は以下の通りである。
| 丁目         | 世帯数  | 人口    |
| ------------ | ------- | ------- |
| 那加新加納町 | 653世帯 | 1,562人 |

## 小・中学校の学区
市立小・中学校に通う場合、学区は以下の通りとなる。
| 番・番地等 | 小学校                   | 中学校               |
| ---------- | ------------------------ | -------------------- |
| 全域       | 各務原市立那加第一小学校 | 各務原市立那加中学校 |

## 主な施設
- 各務原市那加地区体育館
- 新加納地区ふれあいセンター
- 少林寺
- 善休寺
- 法光寺
- 日吉神社
- 新加納宿
- 新加納陣屋
- 新加納陣屋公園

## 交通
- 各務原市ふれあいバス川島線

※名古屋鉄道各務原線新加納駅が最寄り駅であるが、所在地は那加浜見町一丁目である。